# Hermann Siegfried Rosenberg

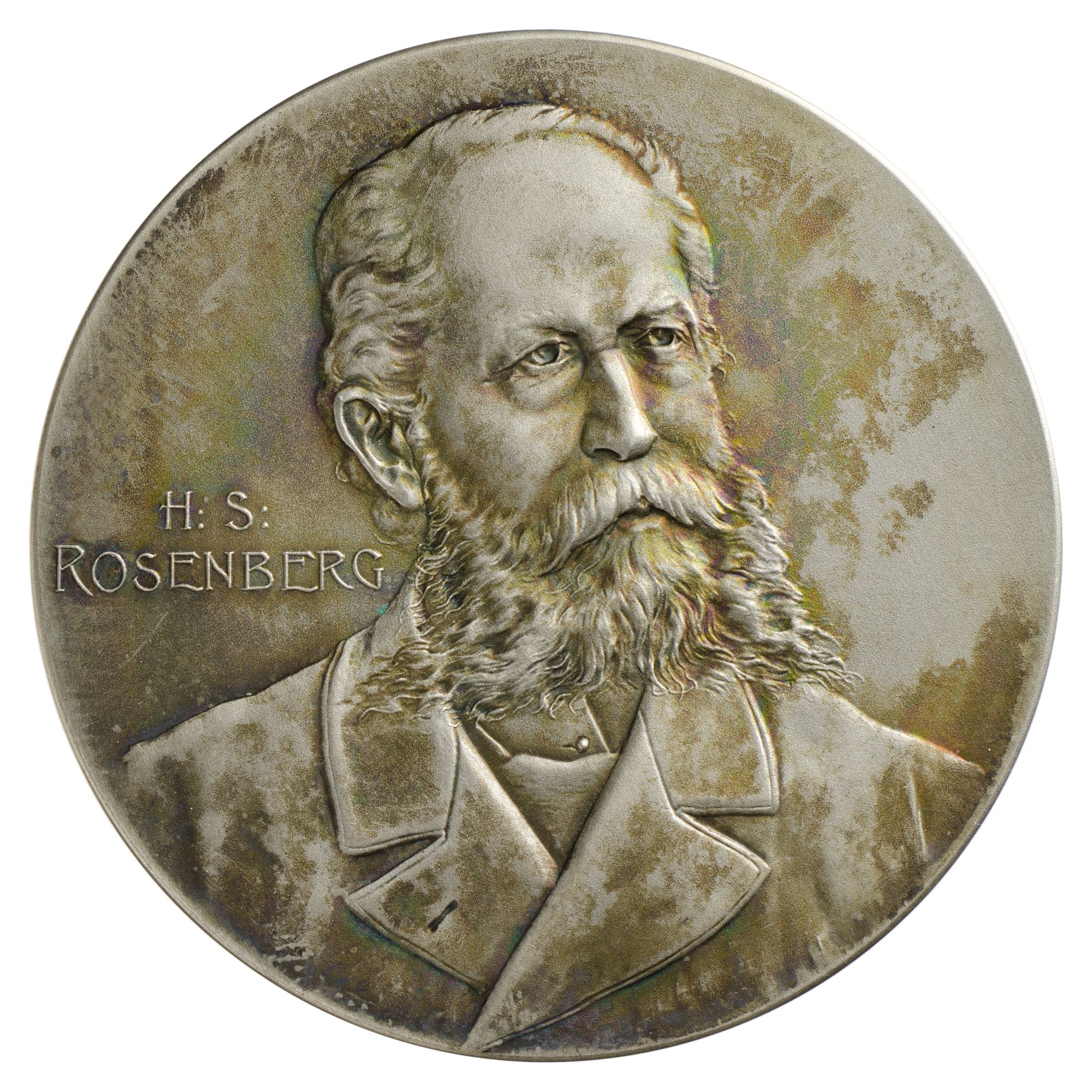
Medaille mit dem Brustbild des etwa 70-jährigen Rosenberg;
Sammlung Niedersächsisches Landesmuseum Hannover

Hermann Siegfried Rosenberg, eigentlich Hertz Selig Rosenberg (geboren 16. Juni 1831 in Geismar; gestorben 1901 in Hannover) war ein deutscher Bankier, Numismatiker, Münzhändler und Gründer des gleichnamigen Auktionshauses H. S. Rosenberg.

## Leben
Rosenberg stammte aus Geismar bei Göttingen. Er heiratete die aus Bad Pyrmont stammende Betty, geborene Rosenbaum, mit der er in Hannover am 28. März 1867 den Sohn Siegfried Rosenberg bekam, bald darauf auch den später in Frankfurt am Main tätigen Sally Rosenberg.
Um 1890 gründete der auch als Bankier tätige Rosenberg in Hannover eine Münzhandlung, über die er 1891 seinen ersten Lagerkatalog herausgab, anfangs noch mit vergleichsweise bescheidenen „756 Nummern verkäuflicher Münzen und Medaillen“ auf 20 Seiten. Nach dem Eintritt seines Sohnes Siegfried übernahm dieser 1898 das Unternehmen mit Sitz in der Goethestraße 43 und verlegte es bald darauf in das Haus Georgstraße 12.

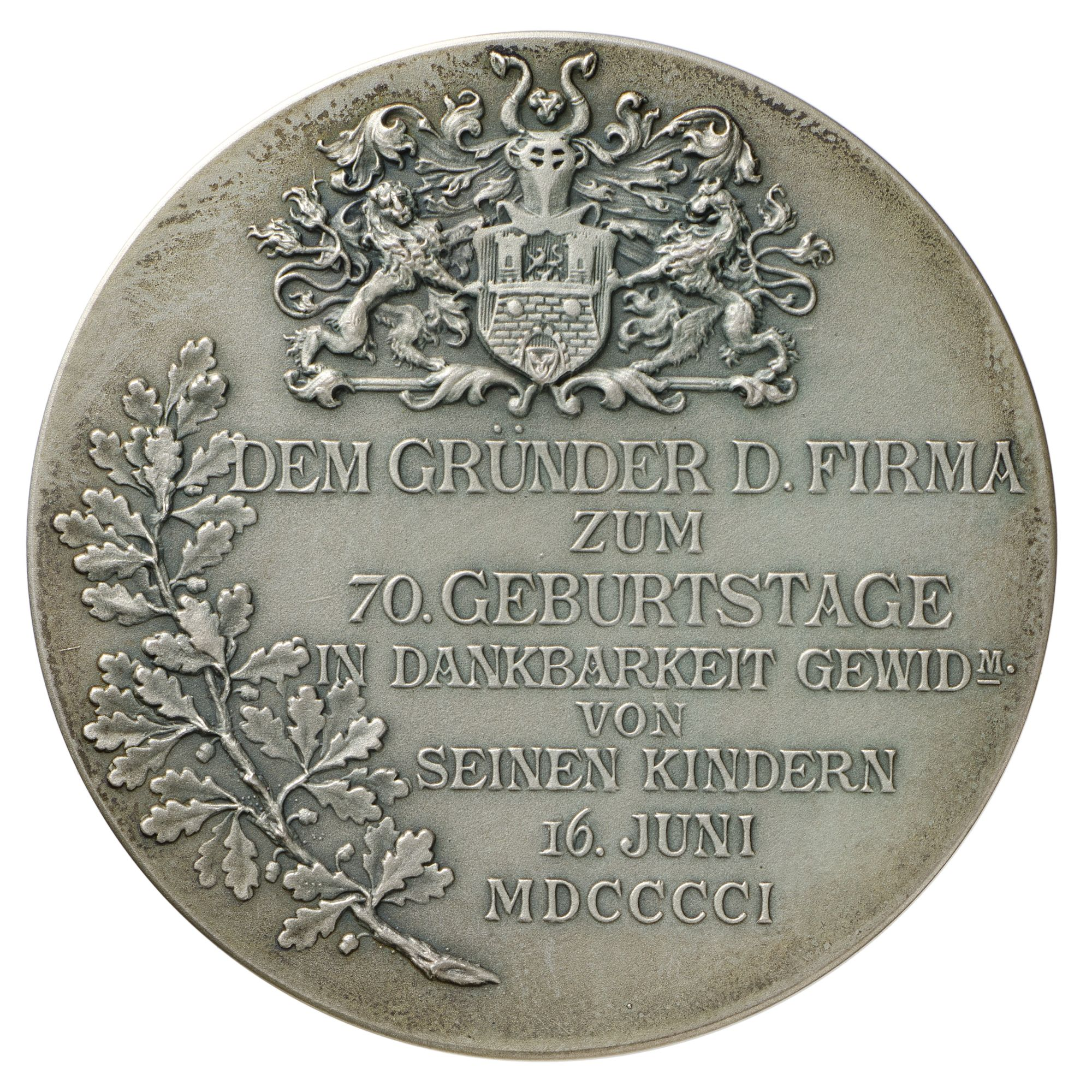
Von seinen Kindern zum 70. Geburtstag Rosenbergs am 16. Juni 1901 gewidmete Silbermedaille

Zum 70. Geburtstag des Firmengründers stifteten dessen Kinder am 16. Juni 1901 eine Medaille mit dem Porträt ihres Vaters.
Ab 1912 hatte H. S. Rosenberg seinen Sitz in der Richard-Wagner-Straße 22 im hannoverschen Stadtteil List.